# Šerif Šabović
Šerif Šabović (Trnava kraj Novog Pazara, 14. april 1953) ekonomista je, doktor nauka, profesor i književnik iz Srbije.

## Biografija
Osnovnu školu i gimnaziju završio u Novom Pazaru. Diplomirao na Ekonomskom fakultetu u Prištini. Magistrirao i doktorirao na Ekonomskom fakultetu u Subotici, Univerzitet u Novom Sadu 1991. godine. Po završetku studija radio je na poslovima finansijske inspekcije u Službi društvenog knjigovodstva u Novom Pazaru u periodu 1977-1983. godine. Nakon toga prelazi na mesto rukovodioca kontrole u istoj instituciji sve do polovine 1996. godine. Od 15. avgusta 1996. godine prelazi na mesto regionalnog direktora „Delta banke“ u Novom Pazaru sve do kraja 2006. godine. Od početka 2007. godine radi kao profesor na Fakultetu za trgovinu i bankarsto „Janićije i Danica Karić“ u Beogradu i na Visokoj ekonomskoj školi strukovnih studija u Peć u Leposaviću. Od 15. februara 2009. godini zaposlen je na Ekonomskom fakultetu Priština u Kosovskoj Mitrovici na predmetima Finansijsko računovodstvo,   Finansijsko-računovodstvena analiza i Bilansi preduzeća i banaka, takođe, na istom fakultetu, drži nastavu na master i doktorskim studijama, tu je i šef katedre za računividstvo i poslovne finansije. Na Državnom univerzitetu u Novom Pazaru, na departmanu za ekonomiju, predaje  Finansijsko računovodstvo i Upravljačko računovodstvo.
Objavio je deset knjiga iz ekomonije kao i nešto manje od stotinu radova na međunarodnim simpozijumima i savetovanjima, u renomiranim međunarodnim i domaćim časopisima iz oblasti finansija, bankarstva i  računovodstva.
Angažovan je kao stručni konsultant kompanija u zemlji i okruženju. Član je Međunarodne organizacije za reviziju.
Iz književnosti je objavio zbirku pesma ,,Ištarska ploča'' 1992. godine i 9 romana (od 2010. do 2022. godine), s tim što se poslednji roman  ,,Odbačeni'' (2022.) sastoji iz 4 dela.

## Književna dela
- Šabović Šerif (1992.), Zbirka pesama ,,Ištarska ploča'', Damad, Novi Pazar
- Šabović Šerif (2010.), Roman ,,Muhadžeri'', El Kelimeh, Novi Pazar
- Šabović Šerif (2012.), Roman ,,Carska džada'', El Kelimeh, Novi Pazar
- Šabović Šerif (2013.), Roman ,,Utočište'', El Kelimeh, Novi Pazar
- Šabović Šerif (2014.), Roman ,,Obruč'', El Kelimeh, Novi Pazar
- Šabović Šerif (2016.), Roman ,,Osveta'', El Kelimeh, Novi Pazar
- Šabović Šerif (2017.), Roman ,,Katarza'', El Kelimeh, Novi Pazar
- Šabović Šerif (2018.), Roman ,,Prevara'', El Kelimeh, Novi Pazar
- Šabović Šerif (2019.), Roman ,,Iza Pogleda'', El Kelimeh, Novi Pazar
- Šabović Šerif (2022.), Roman ,,Odbačeni'', (4 dela)  El Kelimeh, Novi Pazar

## i stručni radovi

### Udžbenici
- Finansijsko računovodstvo, Graficolor, Kraljevo, 2009.godine, udžbenik sa zbirkom rešenih zadataka
- Bankarski rizici - Alfa Slovo d.o.o. Kraljevo, 2008.godine, udžbenik na Fakultetu za trgovinu i bankarstvo „Janićije i Danica Karić”, Beograd.
- Međunarodne finansije, Alfa-Slovo d.o.o. Kraljevo, 2007. godine, udžbenik na Visokoj ekonomskoj školi Peć u Leposaviću.

### Monografije
- Potpokrizis, Damad, Novi Pazar, 1993. godine, 160 strana.
- Bankarski menadžment, Planeta print, Beograd, 2007. godine
- Osnovi bankarstva - Alfa, Slovo d.o o. Kraljevo, 2008. godine
- Menadžersko rukovodstvo i obračun troškova, SVEN, Niš, 2010. godine
- Bankarstvo, Graficolor, Kraljevo, 2009. godine
- Menadžment u bankarstvu, Beograd, 2007. godine
- Menadžment razlika u bankarstvu, Beograd, 2007. godine

Autor je u periodu od 1988. godine objavio preko trideset članaka na međunarodnim naučnim i stručnim konferencijama, simpozijumima i savetovanjima, u naučnim i stručnim časopisima, kao što su: Knjigovodstvo, Računovodstvo, Ekonomske teme, Ekonomika, TTEM, Anali Ekonomskog fakulteta u Subotici, Panoeconomicus, SDK, Ekonomski horizonti, Ekonomski signali, Ekonomski pogledi, Megabrand i dr. Objavljeni su sledeći:

### Članci
- Šerif Šabović, Slavolju Miletić, Šejla Šabović: Uticaj krize na finansijsko izveštavanje, računovodstvo i reviziju, časopis TTTEM Sarajevo, 2010, god.(SCI LISTA)
- Šerif Šabović, Edin Suljović, Branislav Đorđević: Management risk, časopis TTTEM Sarajevo, 2012. god. (SCI LISTA)
- Problemi blagovremenog otkrivanja poteškoća u poslovanju organizacija, časopis SDK iz 1988. godine, Beograd.
- Neusklađenost strukture izvora, časopis SDK 141-89, Beograd.
- Blagovremeno otkrivanje poremećaja nastalih usled neusklađenosti strukture izvora sredstava, časopis Knjigovodstvo broj 3-1990, Beograd.
- Važan faktor dinamičke ravnoteže, časopis Knjigovodstvo iz 1989. godine.
- Razvojni ciklus tek predstoji, časopis Bratstvo od 27.jula 1990.godine.
- Suština, vrste i koncept rizika, časopis Ekonomski horizonti iz 2001.godine, Ekonomski fakultet u Kragujevcu.
- Upravljanje kapitalom banke, časopis Ekonomski signali, br.3/2008.godine.
- Upravljanje rizikom kamatne stope, časopis Ekonomski pogledi br.3/2008.
- Regulacija i nadzor banaka, časopis Ekonomski signali br.1/2009.godine.
- Hartije od vrednosti, Zbornik radova sa naučnog skupa na temu „Perspektive privrede i društva u uslovima globalne ekonomske krize“ u organizaciji Fakulteta za trgovinu i bankarstvo „Janićije i Danica Karić“ Alfa univerzitet u Beogradu od 9. maja 2009. godine.
- Boris Siljković, Šerif Šabović, Bojan Jokić: Tranzicione implikacije nerazvijenih područja na održivost nerazvijenog područja Kosova i Metohije, Zbornik radova sa naučnog skupa „Održivi razvoj nerazvijenih područja“ u organizaciji Državnog univerziteta u Novom Pazaru od 12. juna 2009. godine.
- Upravljanje rizikom hartija od vrednosti, časopis Ekonomski pogledi iz 2009. godine.
- Šerif Šabović, Šejla Šabović: Socijalna inteligencija menadžera u funkciji razvoja privrede zemalja Zapadnog Balkana, Zbornik radova sa XVI naučnog skupa sa međunarodnim učešćem „Tehnologija, kultura i razvoj“, Palić od 31.avgusta do 2.septembra 2009. godine.
- Šerif Šabović: Rizik ulaganja inostranog kapitala u zemljama u tranziciji, časopis Ekonomski horizonti, Ekonomski fakultet u Kragujevcu, 2009. godine.
- Boris Siljković, Šerif Šabović, Gordana Lazarević: Globalizacija finansijskih tokova kao metod širenja stranih banaka u Srbiji i zemalja u tranziciji, Zbornik radova sa naučnog skupa „Inostrani kapital kao faktor razvoja zemalja u tranziciji“ u organizaciji Ekonomskog fakulteta u Kragujevcu, 6.novembar 2009.godine.
- Šerif Šabović: Harmonizacija računovodstvenih standarda u funkciji objektivnog finansijskog izveštavanja u zemljama Južne i Istočne Evrope, Zbornik radova sa šestog Međunarodnog naučnog skupa ASECU u Podgorici od 21-22.maja 2010. godine.
- Šerif Šabović, Šejla Šabović: Menadžment rizika, časopis „Megabrand“ Zrenjanin iz 2010. godine.
- Šerif Šabović, Šejla Šabović: Socijalna inteligencija menadžera u funkciji strategijskog upravljanja ljudskim resursima organizacije, Zbornik radova sa internacionalnog naučnog skupa SM 2010 u organizaciji Ekonomskog fakulteta u Subotici od 22.aprila 2010. godine.
- Šerif Šabović, Šejla Šabović: Menadžment rizika, Zbornik radova sa prve Međunarodno-stručne konferencije o ekonomskom i regionalnom razvoju Balkana: EUROBRAND, u organizaciji Ministarstva omladine i sporta Republike Srbije na Srebrenom jezeru (Veliko Gradište) od 28- 30. maja 2010. godine.
- Šerif Šabović, Šejla Šabović: Upravljanje rizikom u uslovima krize, Zbornik radova sa International Scientific Conference Management 2010, u organizaciji Union univerzteta Beograd, Fakultet za industrijski menadžment u Kruševcu od 17-18.marta 2010. godine.
- Šerif Šabović, Šejla Šabović: Proces upravljanja rizikom preduzeća u uslovima globalne krize, Međunarodna naučna konferencija u Beogradu u organizaciji Beogradske bankarske akademije i Instituta ekonomskih nauka u Beogradu od 14-15.aprila 2010. godine.
- Šerif Šabović, Šejla Šabović: Menadžment ljudskih resursa banke, XII Međunarodni simpozijum Fakulteta organizacionih nauka u Beogradu- SYMORG 2010 održan na Zlatiboru od 9-12.juna 2010. godine.
- Šejla Šabović, Šerif Šabović: Perspektive unapređenja finansijskog izveštavanja u zemljama u razvoju u postkriznom periodu, Međunarodna konferencija „ICONYL 2010“ u organizaciji Alfa univerziteta u Beogradu održan u Novom Pazaru 12-13. juna 2010. godine.
- Šerif Šabović, Šejla Šabović: Kontinuirano obrazovanje menadžera i lidera u bankama, Zbornik radova sa XVII naučnog skupa sa međunarodnim učešćem „Tehnologija, kultura i razvoj“održan u Tivtu.
- Šerif Šabović: Implementacija međunarodnih računovodstvenih standarda u zemljama Jugoistočne Evrope u cilju unapređenja finansijskog izveštavanja, časopis Računovodstvo br. 5-6 iz 2010. godine.
- Šerif Šabović, Šejla Šabović, dr Boris Silković: Primena Međunarodnih računovodstvenih standarda u zemljama u razvoju u uslovima krize, časopis „Ekonomika“ Niš.
- Šerif Šabović, Samija Šabović, master ekonomije : Otkrivanje rizika u poslovanju preduzeća, Međunarodna konferencija „ICONYL 2011“ u organizaciji Alfa univerziteta u Beogradu održan u Novom Pazaru 15. 10. 2011.

## Spoljašnje veze
- Nastavnici Ekonomskog fakulteta u Prištini